# Number Seventeen
 Number Seventeen és una pel·lícula britànica dirigida per Alfred Hitchcock, estrenada el 1932.

## Argument
Mitjanit. Un transeünt nota una estranya llum en el número 17 del carrer, es tracta d'una casa deshabitada, però la porta està oberta. Intrigat, entra i cau sobre un cadàver, però s'adona que a aquestes hores, hi ha més persones del que, paradoxalment, podria pensar. De fet, després troba un rodamón una mica boig, estranys "compradors" que venen a la porta, armats, i una bella jove que cau del cel. Per empitjorar les coses les coses el cadàver desapareix! La nit pot ser suficient per als protagonistes ...

## Repartiment
- Anne Grey: Nora Brant
- Leon M. Lion: Ben
- John Stuart: el detectiu Barton
- Donald Calthrop: Brant
- Barry Jones: Henri Doyle
- Ann Casson: Rose Ackroyd
- Henry Caine: Mr. Ackroyd
- Garry Marsh: Sheldrake
- Herbert Langley: el guàrdia

## Al voltant de la pel·lícula
- Number Seventeen  és l'última pel·lícula que Alfred Hitchcock rodarà per la British International Pictures.